# Eleições gerais no Uruguai em 2024
As eleições presidenciais e parlamentares do Uruguai em 2024 aconteceram em 27 de outubro de 2024. Como nenhum dos candidatos a presidente atingiu a maioria absoluta (50% mais um dos votos), um segundo turno foi realizado em 24 de novembro de 2024, o qual culminou com a eleição de Yamandú Orsi como presidente e o retorno da Frente Ampla ao poder após cinco anos.
Segundo o artigo 151 da Constituição da República Oriental do Uruguai, o presidente e o vice-presidente da República são eleitos conjuntamente e diretamente pela maioria absoluta do eleitorado. Ademais, cada partido somente poderá lançar uma candidatura para a presidência e a vice-presidência da República (eleitos previamente em uma eleição interna). Por sua vez, de acordo com o artigo 152 da Constituição do país, não é permitida a reeleição presidencial imediata. Portanto, o presidente titular, Luis Lacalle Pou, e a vice-presidente titular, Beatriz Argimón, não puderam concorrer a este pleito.
Além disso, renovou-se a totalidade dos integrantes de ambas as câmaras da Assembleia Geral (Poder Legislativo), composta por 30 senadores e 99 deputados.

## Características
O voto no Uruguai é obrigatório e quem ausentar-se ao pleito sem justificativa terá que pagar uma multa ou ser sancionado com a impossibilidade de realizar vários trâmites públicos.
Cada partido político apresentará um único candidato para presidente e um único candidato para vice-presidente, definidos através das eleições internas (para participar desta eleição, os mesmos precisam alcançar pelo menos 500 votos nas eleições internas).
No dia do primeiro turno, os eleitores votarão tanto para presidente e vice-presidente, quanto para senadores e deputados. Caso nenhum dos candidatos a presidente atinja maioria absoluta no referido pleito, haverá um segundo turno para este cargo com os dois primeiros colocados do primeiro turno participando deste segundo pleito.

## Candidaturas
Catorze partidos políticos superaram o mínimo de 500 votos válidos necessários nas eleições internas para participar das eleições gerais. Porém, somente onze partidos participaram.

### Frente Ampla
O partido Frente Ampla (conhecido como Frente Amplio no Uruguai) é uma força política heterogênea composta por grupos políticos da esquerda do espectro político. O partido é conhecido por ter elegido figuras como Tabaré Vázquez, que foi presidente de 2005 a 2010 e de 2015 a 2020, e José Mujica, que foi presidente do país entre 2010 e 2015.
Yamandú Orsi será candidato a presidente e Carolina Cosse será candidata a vice-presidente, venceram as internas com 243.407 votos (59,14% dos votos recebidos pelo partido).

Slogan de campanha do partido Frente Amplio

| Yamandú Orsi                        | Carolina Cosse                           |
| para Presidente                     | para Vice-Presidente                     |
|                                     |                                          |
| Intendente de Canelones (2015–2024) | Intendente de Montevidéu (2020-presente) |

### Partido Nacional
O Partido Nacional, juntamente ao Partido Colorado, é um dos partidos mais tradicionais do Uruguai e completou 188 anos de existência no dia 28 de agosto de 2024, passando a maior parte desse tempo como oposição.
O presidente titular, Luis Lacalle Pou, não poderá se reeleger, devido a uma impossibilidade constitucional de uma reeleição imediata. Portanto, o Partido Nacional se vê em necessidade de buscar outro candidato para concorrer às eleições.
O candidato a presidente pelo partido será Álvaro Delgado e a candidata a vice-presidente será Valeria Ripoll, que venceram as internas com 241.872 votos (74,44% dos votos recebidos pelo partido).

Slogan de campanha do Partido Nacional.

| Álvaro Delgado                        | Valeria Ripoll                        |
| para Presidente                       | para Vice-Presidente                  |
|                                       |                                       |
| Secretário da presidência (2020–2023) | Secretária geral da ADEOM (2017–2023) |

### Partido Colorado
O Partido Colorado, juntamente ao Partido Nacional, é um dos partidos mais tradicionais do Uruguai e completou 188 anos de existência no dia 19 de setembro de 2024, sendo o partido que passou mais tempo governando o país.
Andrés Ojeda será candidato a presidente e Robert Silva será candidato a vice-presidente, venceram as internas com 40.179 votos (39,50% dos votos recebidos pelo partido).

Slogan de campanha do Partido Colorado.

| Andrés Ojeda                                      | Robert Silva                                                                      |
| para Presidente                                   | para Vice-Presidente                                                              |
|                                                   |                                                                                   |
| Advogado penalista Edil de Montevidéu (2010–2015) | Presidente da ANEP (2020–2023) Ex-candidato a vice-presidência (Eleições de 2019) |

### Identidade Soberana
Identidade Soberana é um partido político fundado em 2022 e liderado pelo advogado criminalista Gustavo Salle, que se apresentou como candidato a presidente nas eleições passadas pelo Partido Verde Animalista.
| Gustavo Salle                                                                        | María Canoniero                                        |
| para Presidente                                                                      | para Vice-Presidente                                   |
|                                                                                      |                                                        |

Slogan de campanha do partido Identidad Soberana.

| Advogado criminalista Ex-candidato presidencial pelo Partido Verde Animalista (2019) | Presidente do partido Identidade Soberana (desde 2022) |

### Cabildo Abierto
Cabildo Abierto é um partido jovem, autodenominado como artiguista, mas denominado pela mídia e pelos acadêmicos como populista, nacionalista e conservador.
O candidato a presidente pelo partido é Guido Manini Ríos, a candidata a vice-presidente será Lorena Quintana.

Slogan de campanha do partido Cabildo Abierto.

| Guido Manini Ríos                    | Lorena Quintana                            |
| para Presidente                      | para Vice-Presidente                       |
|                                      |                                            |
| Senador da República (2020-presente) | Funcionária do Ministério de Sáude Pública |

### Partido Independente
O Partido Independente (conhecido como Partido Independiente no Uruguai) terá Pablo Mieres como candidato a presidente e Mónica Bottero como candidata a vice-presidente.

Slogan de campanha do Partido Independiente.

| Pablo Mieres                                         | Mónica Bottero                                              |
| para Presidente                                      | para Vice-Presidente                                        |
|                                                      |                                                             |
| Ministro do Trabalho e Seguridade Social (2020-2024) | Diretora do Instituto Nacional das Mulheres (2020-presente) |

### Partidos que não obtiveram representação
Entre os onze partidos que participam desta eleição, cinco deles não obtiveram representação partidária:
- Partido Constitucional Ambientalista;
- Unidad Popular - Frente de Trabajadores;
- Partido Ecologista Radical Intransigente;
- Por los cambios necesarios;
- Partido Avanzar Republicano.

### Partidos que não participaram
Entre os catorze partidos políticos que poderiam ter participado, três deles não participaram:
- Basta Ya;
- Coalición Republicana;
- Partido Verde Animalista.

### Primeiro turno

Linha de tendência de regressão local dos resultados das pesquisas eleitorais para o primeiro turno.

### Segundo turno

Linha de tendência de regressão local dos resultados das pesquisas eleitorais para o segundo turno.

## Resultados
Fontes: Corte Electoral e Clarín
| Partido                                  | Chapa presidencial                | Chapa presidencial                | 1º turno 27 de outubro | 1º turno 27 de outubro | 1º turno 27 de outubro | 1º turno 27 de outubro | 2º turno 24 de novembro | 2º turno 24 de novembro |
| Partido                                  | Presidente                        | Vice                              | Votos                  | %                      | Senadores              | Deputados              | Votos                   | %                       |
| ---------------------------------------- | --------------------------------- | --------------------------------- | ---------------------- | ---------------------- | ---------------------- | ---------------------- | ----------------------- | ----------------------- |
| Frente Amplio                            | Yamandu Orsi                      | Carolina Cosse                    | 1.071.706              | 43,86%                 | 16 / 30                | 48 / 99                | 1.212.833               | 52,00%                  |
| Partido Nacional                         | Álvaro Delgado                    | Valeria Ripoll                    | 655.374                | 26,82%                 | 9 / 30                 | 29 / 99                | 1.119.537               | 48,00%                  |
| Partido Colorado                         | Andrés Ojeda                      | Robert Silva                      | 385.962                | 15,80%                 | 5 / 30                 | 17 / 99                | Não participam          | Não participam          |
| Identidad Soberana                       | Gustavo Salle                     | María Canionero                   | 64.783                 | 2,70%                  | 0 / 30                 | 2 / 99                 | Não participam          | Não participam          |
| Cabildo Abierto                          | Guido Manini Ríos                 | Lorena Quintana                   | 59.030                 | 2,4%                   | 0 / 30                 | 2 / 99                 | Não participam          | Não participam          |
| Partido Independiente                    | Pablo Mieres                      | Mónica Bottero                    | 41.223                 | 1,7%                   | 0 / 30                 | 1 / 99                 | Não participam          | Não participam          |
| Partido Constitucional Ambientalista     | Eduardo Lust                      | Luján Criado                      | 11.695                 | 0,5%                   | 0 / 30                 | 0 / 99                 | Não participam          | Não participam          |
| Unidad Popular - Frente de Trabajadores  | Gonzalo Martínez                  | Andrea Revuelta                   | 9.958                  | 0,4%                   | 0 / 30                 | 0 / 99                 | Não participam          | Não participam          |
| Partido Ecologista Radical Intransigente | César Vega                        | Sergio Billiris                   | 9.155                  | 0,4%                   | 0 / 30                 | 0 / 99                 | Não participam          | Não participam          |
| Partido Por los Cambios Necesarios       | Guillermo Franchi                 | Virginia Vaz                      | 3.128                  | 0,1%                   | 0 / 30                 | 0 / 99                 | Não participam          | Não participam          |
| Partido Avanzar Republicano              | Martín Pérez Banchero             | Daniel Isi                        | 1.870                  | 0,1%                   | 0 / 30                 | 0 / 99                 | Não participam          | Não participam          |
| Votos nulos                              | Votos nulos                       | Votos nulos                       | 53.847                 | 2,2%                   |                        |                        | 64.654                  |                         |
| Votos em branco                          | Votos em branco                   | Votos em branco                   | 31.160                 | 1,3%                   |                        |                        | 39.542                  |                         |
| Votos observados                         | Votos observados                  | Votos observados                  | 34.586                 | 1,4%                   |                        |                        | 214                     |                         |
| Total de votos válidos a partidos        | Total de votos válidos a partidos | Total de votos válidos a partidos | 2.290.067              | 2.290.067              |                        |                        |                         |                         |
| Total de votos emitidos                  | Total de votos emitidos           | Total de votos emitidos           | 2.443.378              | 2.443.378              |                        |                        | 2.436.780               | 2.436.780               |
| Eleitores aptos                          | Eleitores aptos                   | Eleitores aptos                   | 2.727.120              | 2.727.120              |                        |                        | 2.727.120               | 2.727.120               |